# Peggy Hård

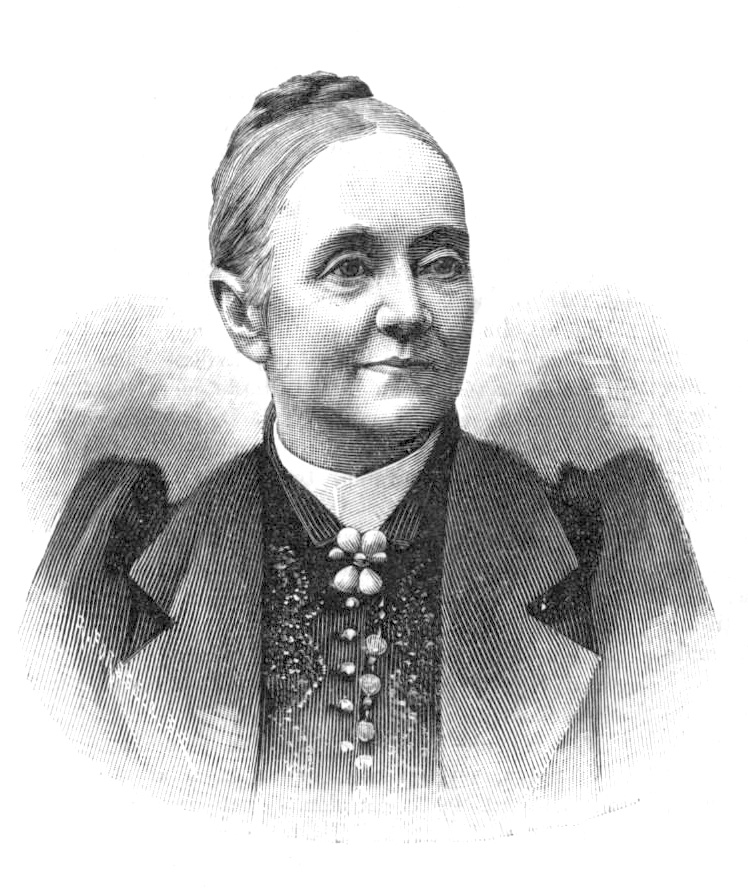
Peggy Hård. Xylografi i Idun 1893, nr 9.

Margaretha Maria "Peggy" Hård, född den 11 september 1825 på Klastorp, död den 27 april 1894 i Uppsala, var en svensk kassör och kontorist. Hon räknas som den första kvinnliga kontoristen i Sverige.

## Biografi
Peggy Hård var dotter till statsrådet greve Carl Gustaf Hård och Anna Maria af Sandeberg. Hon sökte ett arbete eftersom familjen drabbades av dålig ekonomi, särskilt efter faderns död 1841. Hon och hennes systrar arbetade länge med sömnadsarbete, innan hon erbjöds ett arbete vid Stockholms läns sparbank i början av 1860-talet. Hon blev först bokhållare och tillhörde då de första av sitt kön som fick en sådan tjänst i Sverige. Hon fick några år senare tjänsten som kassör och var även där pionjär. Att arbeta utanför hemmet i detta yrke var då mycket kontroversiellt för en kvinna och särskilt för en medlem av adeln. Hon var anställd fram till sin pension med full lön och hade rykte om sig att vara noggrann och pålitlig.